# Deutsche Alternative
Die Deutsche Alternative (DA) war eine deutsche neonazistische Kleinpartei. Sie wurde am 5. Mai 1989 in Bremen gegründet und am 10. Dezember 1992 verboten.

## Gründung und Aktivitäten
Die DA wurde 1989 auf Initiative von Michael Kühnen vom Landesverband Bremen der FAP ausgehend gegründet. Sie war als Kaderschmiede der „Gesinnungsgemeinschaft der Neuen Front“ (GdNF) geplant und ein Teil des neonazistischen Netzwerkes, das nach dem Verbot der Aktionsfront Nationaler Sozialisten/Nationale Aktivisten (ANS/NA) im Umfeld der GdNF errichtet wurde.
Gründungsvorsitzender war Heinz Werner Seeger (ehemaliger FAP-Landesvorsitzende Bremen). Rechtsextremisten verschiedener Gruppierungen und Parteien waren in der DA aktiv (Mitglieder der GdNF, NPD, Republikaner). Am 16. März 1990 wurde die DA ins Parteiregister eingetragen. Vorsitzender des Landesverbandes „Reichshauptstadt“ wurde der militante Neonazi Arnulf-Winfried Priem. In Cottbus wurde die DA zur drittstärksten Mitgliederpartei. Die Zahl der Mitglieder wird gegen Ende hin mit 700 angegeben. Die Gruppe war aktiv beteiligt am Aufbau von Wehrsportgruppen, an der Organisierung und Durchführung der Rudolf-Heß-Gedenkmärsche und organisierte Naziskin-Konzerte. Im Oktober 1992 wurde öffentlich bekannt, dass Mitglieder der DA planten, sogenannte „mobile Einsatz-Kommandos“ zu gründen.

## Verbot
Am 10. Dezember 1992 wurde die DA unter Einbeziehung von Erkenntnissen der Sicherheitsbehörden vom Bundesministerium des Innern verboten. Das Verbot basiert der Bundesinnenminister sie nach § 3 Vereinsgesetz zusammen mit anderen Gruppen, die nicht als Partei im Sinne des Parteiengesetzes, sondern als rechtsextremistische Vereine bewertet wurden. Die Partei legte Rechtsmittel gegen das vom Innenministerium ausgesprochene Verbot ein und forderte Mitglieder gleichzeitig zum Stillhalten auf. Das Bundesverwaltungsgericht lehnte die Anträge auf aufschiebende Wirkung der Klagen jedoch ab. Am 30. August 1995 entschied das Bundesverwaltungsgericht, dass die Verbotsverfügung des Bundesinnenministers rechtmäßig war. Das Gericht bestätigte, dass es sich bei der DA nicht um eine Partei im Sinne des Parteiengesetzes handelte, sondern als Verein nach dem Vereinsgesetz verboten werden durfte.

## Bekannte beteiligte Neo-Nazis
- Klaus Beier (später Bundespressesprecher der NPD)
- Roman Dannenberg (Landesvorsitz Sachsen, davor NPD-Kader)
- Kay Diesner, Rechtsterrorist und Mörder
- Frank Hübner (Bundesvorsitzender, Cottbus)
- Rene Koswig
- Michael Kühnen
- Walter Matthaei, Bundesvorsitzender der DA und Gründer der Wiking-Jugend
- Michael Petri (Rheinland-Pfalz)
- Arnulf Priem (Berlin)
- Ingrid Weckert
- Carsten Wolter